# Asael

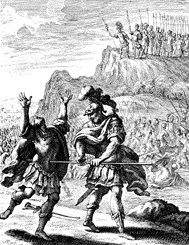
Xilogravura de Abner matando Asael, por Johann Christoph Weigel

Asael (em hebraico: עשהאל, em grego: ‘Ασεάλ) foi irmão de Joabe, comandante do exército de Davi e um dos sobrinhos do mesmo. Segundo Josephus (Antiquaties, vii, 1, 3) seu pai se chamava Suri. Seu nome se significa "Deus fez". Honrado por fazer parte do grupo dos trinta soldados valentes do exército de Davi, Asael era especialmente famoso por sua ligeireza, “como uma das gazelas que há no campo aberto”. 
Asael só aparece uma vez na bíblia. Ele era um dos três filhos (Abisai, Joabe e o próprio Asael) de Zeruia. Asael perseguiu Abner, correndo atrás dele. Abner perguntou se ele era Asael. Ele respondeu que sim, e disse para parar de perseguir ele, e sugeriu que perseguisse um soldado e pegasse para ele as coisas do soldado. Mas Asael continuou a persegui-lo (2 Samuel 2:20-22). Abner disse que Asael estava obrigando Abner a matar ele, e disse que tem vergonha de olhar nos olhos do parente dele, Joabe. Mesmo assim Asael continuou. Abner pegou uma lança, jogou para trás e ela cravou na barriga de Asael e saiu pelas costas, fazendo com que Asael caísse morto.
Foi ele que motivou o assassinato de Abner, cometido por Joabe. Quando morreu, foi enterrado na sepultura do pai dele e dos dois irmãos.
De acordo com 1 Crônicas 27:7, Asael teve um filho chamado Zebadia, que o sucedeu no comando de sua divisão militar após sua morte.

## Outros
- Um dos levitas designados a ensinar a Lei em toda a Judá, a partir do terceiro ano do reinado de Jeosafá (934 a.C.).[2]

- Comissário que serviu no templo durante o reinado de Ezequias (745-717 a.C.), em conexão com as contribuições e os dízimos.[2]